# The World (journal)
Pour les articles homonymes, voir The World.
The World, fondé sous le nom de The Bantu World est un journal quotidien noir de Johannesburg, (Afrique du Sud).
Le journal est connu pour la publication le 17 juin 1976 de la photo, prise par leur journaliste Sam Nzima, montrant le corps sans vie d'Hector Pieterson porté par Mbuyisa Makhubo. Cette photo, prise la veille lors des émeutes de Soweto, est devenue l'image emblématique de la répression du gouvernement sud-africain à l'encontre de l'opposition noire anti-apartheid.

## Évolution du nom du journal
- Bantu World (1932-1955)
- The World (1955-1977)
- The Post Transvaal (1978-1981)
- The Sowetan (1981-)